# Amphinemura triramia
Amphinemura triramia är en bäcksländeart som först beskrevs av Wu, C.F. 1962.  Amphinemura triramia ingår i släktet Amphinemura och familjen kryssbäcksländor. Inga underarter finns listade i Catalogue of Life.